# Matthias Zeindler
Matthias Zeindler (* 7. November 1958 in Münsingen BE) ist ein Schweizer evangelischer Theologe.

## Leben
Nach dem Studium (1980–1987) der Theologie und Philosophie in Bern, der Ordination 1987 und der Aufnahme in den bernischen Kirchendienst war er von 1991 bis 1994 Gemeindepfarrer in Gerlafingen. Im Wintersemester 1991/92 wurde er zum  Dr. theol. promoviert. Von 1995 bis 1999 war er Assistent an der Evangelisch-theologischen Fakultät der Universität Bern, wo er sich im Jahr 2000 habilitierte. Von 1999 bis 2010 teilte er sich mit seiner Ehefrau eine Pfarrstelle in Erlach BE. Seit 2010 ist er Leiter des Bereichs Theologie der Reformierten Kirchen Bern-Jura-Solothurn, seit 2011 Titularprofessor für Dogmatik der Universität Bern. 

## Schriften (Auswahl)
- Gott und das Schöne. Studien zur Theologie der Schönheit. Göttingen 1993, ISBN 3-525-56275-6.
- Gotteserfahrung in der christlichen Gemeinde. Eine systematisch-theologische Untersuchung. Stuttgart 2001, ISBN 3-17-017114-3.
- Gott der Richter. Zu einem unverzichtbaren Aspekt des christlichen Glaubens. Zürich 2004, ISBN 3-290-17271-6.
- Erwählung. Gottes Weg in der Welt. Zürich 2009, ISBN 978-3-290-17516-0.